# Космические рейнджеры HD: Революция
«Космические рейнджеры HD: Революция», также известная как Space Rangers HD: A War Apart — компьютерная игра в жанрах пошаговой стратегии и космического симулятора в открытом мире с элементами стратегии в реальном времени и RPG в стилистике научной фантастики. Она является ремейком игры «Космические рейнджеры 2: Доминаторы», разработанной российскими компаниями Elemental Games и Katauri Interactive, добавляя новую сюжетную линию, новую музыку и другие малые улучшения. Игра вышла 15 марта 2013 года в СНГ, международный релиз состоялся 17 октября того же года.
Ремейк был разработан российской компанией СНК-Games. Издателем выступила компания 1С-Софтклаб, ныне известная как Fulqrum Publishing.

## Геймплей
Игра представляет собой улучшенную графически и расширенную в геймплейном плане версию игры «Космические рейнджеры 2: Доминаторы». Она всё также представляет собой пошаговую стратегию вперемешку с космосимом, также сочетая в себе текстовые квесты и планетарные бои в виде стратегии в реальном времени. В игру были добавлены новые виды артефактов, кораблей противника и коалиции, аркадных арен. Также увеличилось количество обычных заданий, текстовых квестов и планетарных боёв.

## Сюжет
В ремейке появляется новая сюжетная линия — пиратская.
Она появляется, если игрок прибывает на пиратскую базу. После недолгих уговоров, рейнджер получает звание зелёного новичка, теряя своё воинское звание. После этого игрок должен продвигаться по карьерной лестнице, пока не станет во главе фракции пиратов. Во время повышения рейнджеру доступны 2 альтернативные ветви развития сюжета, но в итоге они сходятся к одной и той же концовке, которая зависит лишь от выбора в самом конце. Тогда игрок выбирает кого уничтожить: коалицию или пиратов.

## Отзывы
| Сводный рейтинг       | Сводный рейтинг |
| Агрегатор             | Оценка          |
| --------------------- | --------------- |
| Metacritic            | 68/100          |
| «Критиканство»        | 78/100          |
| Иноязычные издания    |                 |
| Издание               | Оценка          |
| Games.cz              | 6/10            |
| GameWatcher           | 8/10            |
| XGN                   | 6/10            |
| 4Players.de           | 69 %            |
| Русскоязычные издания |                 |
| Издание               | Оценка          |
| 3DNews                | 7/10            |
| «IGN Россия»          | 5,0/10          |
| StopGame.ru           | «Похвально»     |
| «Игромания»           | 6,5/10          |

Согласно агрегатору Metacritic, игра получила «смешанные отзывы» от профессиональных критиков, и «в основном положительные» от пользователей.
В сервисе цифровой дистрибуции Steam на момент января 2024 года игроки оставили около 4800 отзывов, из которых 94% являются положительными.
Русскоязычная пресса в своих публикациях, выпущенных непосредственно после релиза в 2013-м году, оценила проект ниже, чем предыдущие игры в серии. Так, издание 3DNews в своём обзоре отмечало, что новая фракция пиратов не была должным образом сбалансирована, а также упомянуло про «сырость» игры на релизе. Ревью от российского издания IGN, в свою очередь, обращало внимание на отсутствие какого-либо влияния на игру со стороны новой фракции.  Журналист издания «Игромания» в своей публикации заявил о том, что новый контент представляет из себя «отсебятину», которую «хотелось бы отключить». Издание StopGame поставило проекту оценку «похвально» (3 из 4 баллов), тем не менее подчеркивая проблемы с балансом и значительное количество технических огрехов на релизе.
Летом 2018 года, благодаря уязвимости в защите Steam Web API, стало известно, что точное количество пользователей сервиса Steam, которые играли в игру хотя бы один раз, составляет 168 841 человек.